# Henry Darcy
Henry Darcy, teljes nevén Henry Philibert Gaspard Darcy (Dijon, 1803. június 10. – Párizs, 1858. január 3.) francia mérnök, a porózus közegek áramlásának tanulmányozója, aki felfedezett egy lineáris összefüggést a lamináris áramlásra, a róla elnevezett Darcy-törvényt. Ez a törvény nagy jelentőséggel bír a talajvíz és a szivárgó áramlások esetében, de más folyadékok, például a földben lévő nyersolaj szivárgó áramlására is alkalmazható.

## Életpályája
Henry Philibert Gaspard Darcy a franciaországi Dijonban született 1803. június 10-én. 1821-ben kezdte el a Politechnikai Iskolát, majd tanulmányait 1823-ban a híres École Nationale des Ponts et Chaussées-ben folytatta. 1828-ban vette feleségül az angol Henriette Carey-t.
Párizsban hunyt el, 55 évesen, 1858. január 3-án.

## Mérnöki tevékenysége
Vízépítő mérnökként a csővezetékek hidraulikájával és a gravitációs csatornákban lévő áramlatokkal is foglalkozott. A freiburgi Julius Weisbachkal együtt állítólag ők dolgozták ki a Darcy-Weisbach-egyenletet is, amely a csövekben a súrlódás miatt fellépő nyomás- és energiaveszteségeket írja le. Ezt a képletet azonban nyilvánvalóan csak tévesen tulajdonították Darcy-nak; ehelyett Jean François d'Aubuisson de Voisin és Weisbach fejlesztette ki.
A Darcy-egységet róla nevezték el.
A Pitot által kifejlesztett Pitot-csövet 1856-tól döntően Henry Darcy fejlesztette tovább, aki szelepeket szerelt be, vákuumot hozott létre a csövek felett, a statikus cső bemenetét oldalra - és így a Pitot-cső turbulenciáján kívülre - helyezte, és új képletet dolgozott ki az áramlási sebesség kiszámítására. Darcy továbbfejlesztését is elsősorban az áramló víz mérésére használták.

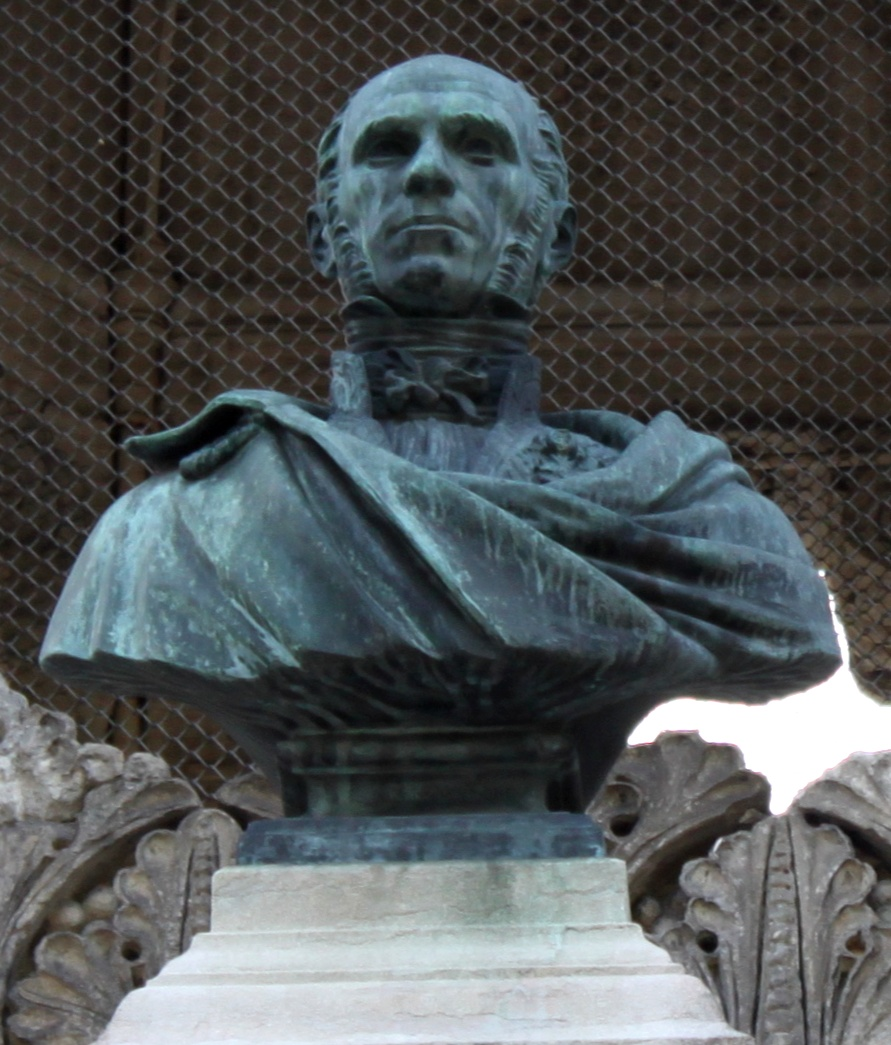
Henry Darcy mellszobra Dijonban

## Kitüntetései
- Becsületlégió lovagja (1842. augusztus 31.)
- Szülővárosában, Dijonban a Place Darcy teret és a Jardin Darcy-t nevezték el róla
- Az ő nevét viseli az Európai Geofizikai Társaság Hidrológiai Tudományok Szakosztályának 1999 óta odaítélt Henry Darcy-érme és az Egyesült Államok Nemzeti Felszín alatti vizek Szövetsége által 1986 óta szervezett Darcy-előadássorozat is.

## Publikációi
- Les fontaines publiques de la ville de Dijon, Párizs 1856.